# Левин, Наум Львович
Наум Львович Левин (8 февраля 1933, Чернигов — 23 февраля 2020, Сидней) — советский и австралийский шахматист, мастер спорта (1961). Заслуженный тренер УССР (1972).

## Биография
Чемпион Читинской области и Иркутска 1956 года. В конце 1950-х жил в Минске, чемпион города 1957 года, окончил БГОИФК. В 1960-х тренировал в киевском дворце пионеров, выступал за киевский «Авангард». Чемпион ДСО «Авангард» 1963 года. Участник чемпионатов Украинской ССР 1961, 1963, 1964, 1967 годов и чемпионата СССР  1967 года, где набрал 7½ очков и занял 31-е место. Являлся старшим тренером сборной УССР, тренировал чемпионку УССР среди женщин, международного мастера Елену Титову (Борич). Среди учеников были также гроссмейстер Л. Д. Гофштейн, международный мастер И. А. Острий, мастер Л. Д. Зайд. Эмигрировал, с 1980 года проживал в Австралии. Призёр чемпионата Сиднея 1981 года (разделил 1—3 места), победитель нескольких австралийских турниров.

## Спортивные достижения
| Год  | Город   | Турнир                        | + | −  | = | Результат | Место |
| ---- | ------- | ----------------------------- | - | -- | - | --------- | ----- |
| 1950 | Киев    | 19-й чемпионат Украинской ССР | 4 | 5  | 8 | 8 из 17   | 12    |
| 1953 | Киев    | 22-й чемпионат Украинской ССР | 2 | 9  | 2 | 3 из 13   | 12    |
| 1959 | Киев    | 28-й чемпионат Украинской ССР | 6 | 11 | 4 | 8 из 21   | 18    |
| 1960 | Киев    | 29-й чемпионат Украинской ССР | 3 | 6  | 8 | 7 из 17   | 13—15 |
| 1961 | Киев    | 30-й чемпионат Украинской ССР | 5 | 2  | 8 | 9 из 15   | 3—4   |
| 1962 | Киев    | 31-й чемпионат Украинской ССР | 5 | 5  | 7 | 8½ из 17  | 10    |
| 1963 | Киев    | 32-й чемпионат Украинской ССР | 7 | 4  | 6 | 10 из 17  | 4—5   |
| 1964 | Киев    | 33-й чемпионат Украинской ССР | 7 | 5  | 7 | 10½ из 19 | 5     |
| 1966 | Киев    | 35-й чемпионат Украинской ССР | 6 | 4  | 7 | 9½ из 17  | 7—8   |
| 1967 | Харьков | 35-й чемпионат СССР           |   |    |   | 7½ из 13  | 31    |
| 1970 | Киев    | 39-й чемпионат Украинской ССР | 6 | 4  | 7 | 9½ из 17  | 6—9   |